# Kanya Fujimoto
Kanya Fujimoto (藤本 寛也, Fujimoto Kanya, Yamanashi, 1 juli 1999) is een Japans voetballer die als middenvelder speelt bij Tokyo Verdy.

## Clubcarrière
Fujimoto begon zijn carrière in 2018 bij Tokyo Verdy.

## Interlandcarrière
Fujimoto speelde met het nationale elftal voor spelers onder de 20 jaar op het WK –20 van 2019 in Polen.